# Altersheimkirche Graz

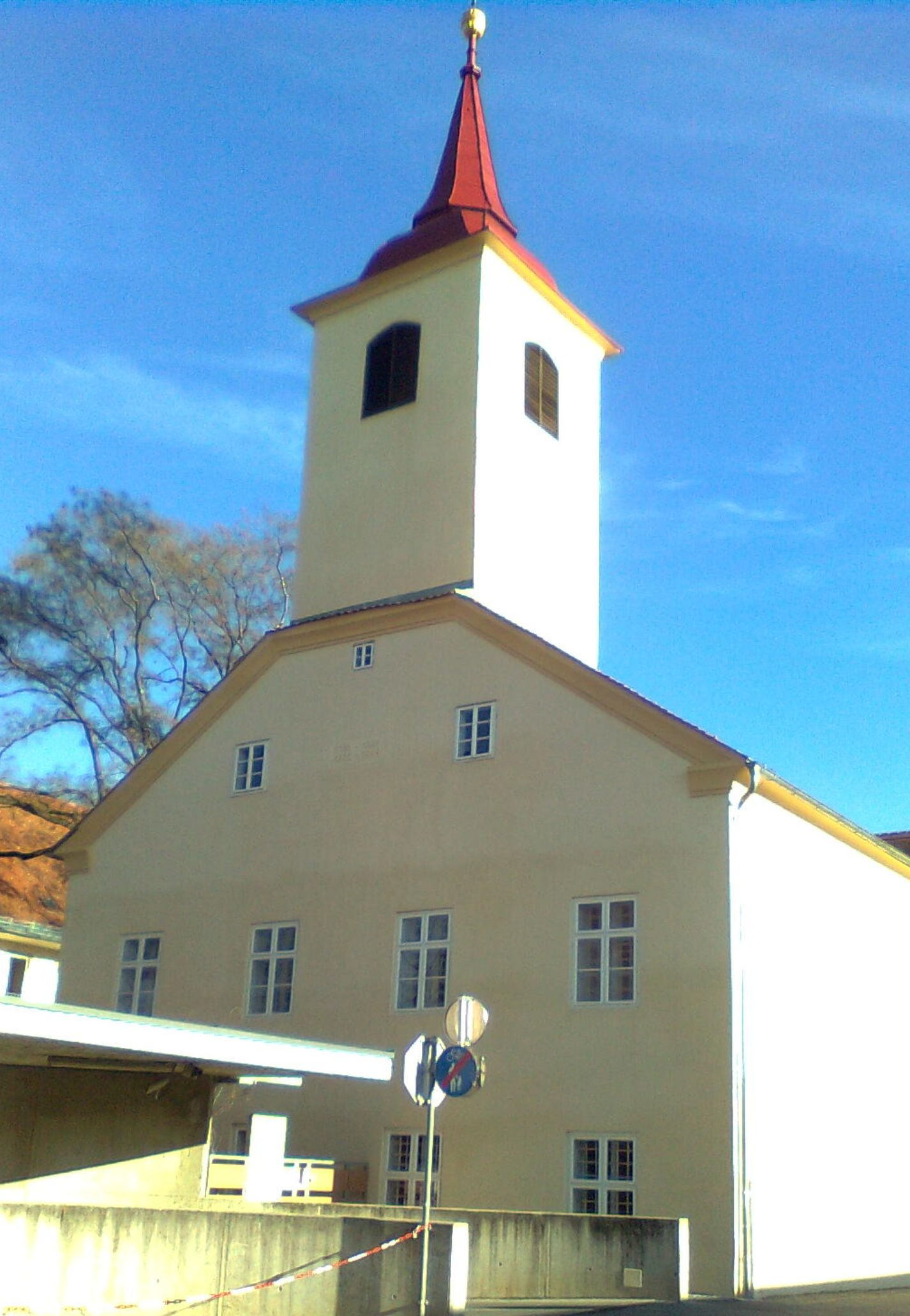
Grazer Altersheimkirche

Die Altersheimkirche zur Unbefleckten Empfängnis, Kirche Maria Immaculata bzw. Pfarrkirche Graz-Unbefleckte Empfängnis ist eine römisch-katholische Kirche im 5. Grazer Stadtbezirk Gries. Sie ist Mariä Empfängnis geweiht, und Pfarrkirche der Pfarrei Graz-Unbefleckte Empfängnis im Krankenhaus der Stadt im Dekanat Graz-Mitte der Stadtkirche Graz.

## Geschichte und Gestaltung
Nach einer Verordnung Kaiser Karls VI. wurde 1724 ein landesfürstliches Armenhaus errichtet, das heute das städtische Altersheim beherbergt. Ursprünglich hatte sich ein Meierhof an dieser Stelle befunden, der zu diesem Zweck umgebaut worden war. Der barocke Kirchenbau, der sich im Gebäudekomplex befindet, wurde 1728–1731 erbaut. 
Die Kirche wurde 1944 durch einen Bombenangriff schwer beschädigt, bei dem eine Bombe durch das Dach direkt vor den Hochaltar fiel. Im Heim selbst richtete der Angriff unter den Insassen ein Blutbad an. Nach dem Zweiten Weltkrieg wurde die Altersheimkirche wieder aufgebaut und 1949 ihrer Bestimmung als Gotteshaus übergeben. 
Auf dem einfachen Saalraum ist ein eingeschoßiger Dachreiter aufgebaut. Im Innenraum befinden sich eine barocke Statue der Darstellung der Unbefleckten Empfängnis (Immaculata) und am Hochaltar die Figuren der beiden Heiligen Florian und Georg, sowie eine Darstellung der Dreifaltigkeit. In der Mitte steht eine neugotische Madonna. Die Statue der Immaculata befand sich ursprünglich auf jener Dreifaltigkeitssäule, die früher am Ende der Sackstraße am Hauptplatz stand und sich jetzt auf dem Karmeliterplatz befindet.
Die Kirche steht unter Denkmalschutz.